# Palais de justice de Lille
Le palais de justice de Lille est situé avenue du Peuple Belge, dans le quartier du Vieux-Lille. Construit sur l'emplacement de l'ancien palais de justice de 1839, il a été inauguré en 1970.

## Historique
Le premier palais de justice et ses deux corps de prison, de style néoclassique, ont été érigés sur les plans de l'architecte Victor Leplus à partir du début des années 1830. Il est inauguré en 1839. Construit en bordure des quais du canal de la Basse Deûle, sur l'emplacement de l'ancienne collégiale Saint-Pierre, il montrait sur sa façade principale une allégorie de la Justice sculptée par Théophile Bra, et sur sa façade arrière :  La religion consolant les prisonniers  d'Henri Lemaire de 1838. Né à la fin des années 1950, le projet de remplacer l'ensemble vieillissant par une Cité judiciaire moderne conduit à lancer un concours qui est remporté par les architectes Marcel Spender et Jean Willerval en 1958. Détruit entre 1961 et 1963, le palais de justice néo-classique est alors remplacé par une œuvre moderne très controversée, achevée en 1968, dans une configuration « socle / bloc ». En service dès le 2 janvier 1969, le nouveau bâtiment est inauguré le 24 janvier 1970 par le garde des Sceaux René Pléven.

## Le bâtiment
Situé au cœur du Vieux-Lille, le palais de justice côtoie et domine l'Hospice Comtesse. Il est composé d'une tour de béton de 12 étages de 50 mètres de haut qui surplombe un vaste corps de bâtiment de trois étages, de 87 mètres sur 57.
Caractéristique du style des années 1960 et 1970, le bâtiment n'est plus aux normes à la fin des années 2000 et doit être entièrement réaménagé. Toutefois, le projet de réhabilitation ou de reconstruction est encore à l'étude en 2012.
Son architecte, Jean Willerval, souhaitait que ce Palais soit le reflet « d’une justice plus humaine, compréhensive et respectueuse de la dignité humaine ».
L’édifice est d’un volume dix fois supérieur à celui qui l’a précédé. Il dispose d’un bâtiment bas de même hauteur que les immeubles voisins et d’une tour de cinquante mètres où sont regroupés les services de l’instruction, du parquet et du greffe. Les espaces intérieurs du bâtiment font la part belle aux bétons apparents déclinés dans le mobilier des salles et les parements ouvragés rythmés par d’immenses tapisseries aux couleurs vives.
Au-delà d’un lieu justice, le Palais de justice de Lille est un véritable musée consacré à la tapisserie moderne. On y découvre ainsi des tapisseries de Millecamps, Guérin, Beaudin, Prassinos, Gilioli, Ubac ou Bazaine… Art et Justice se mêlent et se confondent, donnant ainsi au lieu une ambiance des plus singulières.
En 2016, c'est finalement l'option de construction d'un nouveau palais de justice d’environ 20 000 m2 pour un budget de 100 millions d’euros réunissant le Tribunal d’instance et le Tribunal de grande instance qui est retenue. Situé à quelques centaines de mètres de l'ancien bâtiment, le nouveau palais de justice devrait être achevé en 2021. Le sort du bâtiment actuel, qui pourrait être démoli ou transformé en hôtel, n'est pas arrêté à cette date et fait l'objet d'un vif débat qui, au delà des considérations esthétiques subjectives, pose la question de la reconnaissance d'un édifice emblématique de l'architecture moderne en tant qu'élément de patrimoine, notamment aux yeux du grand public.

## Le mobilier
Chaque salle d'audience est décorée d'une tapisserie, sur des dessins de Jean Bazaine, Mario Prassinos, Yves Millecamps ou Michel Degand. Un bossage de béton de 11 mètres de haut sur 60 mètres de large réalisé par Félix Scrive décore la salle des pas perdus. Le patio est orné d'un décor de céramiques imaginées par Émile Gilioli.